# Janine Pommy Vega
Janine Pommy Vega, född 5 februari 1942 i Jersey City, New Jersey, död 23 december 2010 i New York, var en amerikansk poet som tillhörde beatgenerationen.

## Biografi
Vega växte upp i Union City, New Jersey. Hennes far arbetade parallellt som mjölkbud och snickare. Inspirerad av Jack Kerouacs On the Road flyttade hon vid sexton års ålder till Manhattan för att bli en del av beatscenen.
År 1962 flyttade Vega till Europa med sin man, målaren Fernando Vega. Efter hans plötsliga död i Spanien 1965, återvände hon till New York för att sedan flytta till Kalifornien. Hennes första bok, Poems to Fernando, publicerades av City Lights 1968 som del av deras City Lights Pocket Poets Series. Under det tidiga 1970-talet bodde Vega som eremit på Isla del Sol i Titicacasjön vid den bolivianska-peruanska gränsen. Utifrån erfarenheterna från denna självpåtagna exil skrev hon Journal of a Hermit (1974) och Morning Passage (1976).
Efter återkomsten till USA publicerade hon mer än ett dussintal böcker, däribland Tracking the Serpent: Journeys to four Continents (1997), som är en samling reseskildringar. Hennes sista diktsamling var The Green Piano.
På 1970-talet började Vega arbetar som pedagog med poesi-workshops i skolor, på utbildningsprogram och i fängelser. Hon arbetade i PEN:s Prison Writing Committee och var pionjär inom kvinnorörelsen i USA, där hon arbetade för att förbättra liv, villkor och möjligheter för fängslade kvinnor.
Vega reste, ofta ensam, över hela nord- och sydamerikanska kontinenten, i hela Europa, inklusive Östeuropa och i Mellanöstern. Överallt skaffade hon sig vänner. År 2006 slog hon sig till sist ner nära Woodstock och tillbringade de sista elva åren av sitt liv tillsammans med poeten Andy Clausen.